# Kapital
 (février 2018).
Albums de Laibach
Macbeth
(1990) Ljubljana-Zagreb-Beograd
(1993)
Kapital est un album du groupe slovène Laibach sorti le 12 mai 1992. 

## Historique
L'album Kapital fait partie d'un ensemble de trois projets artistiques associés au NSK. Ainsi, en 1990 le Cosmokinetic Cabinet Noordung, successeur de la troupe Scipion Nasice Sisters, met en scène une pièce de théâtre appelée Kapital. De même, en 1991, une exposition dénommée Kapital est créée par IRWIN . 
Avec le disque Kapital, premier album édité après la dislocation de la Yougoslavie, Laibach s'éloigne des sonorités industrielles et martiales pour explorer de nouveaux horizons, proches de la techno. Le groupe s'essaye même au hip-hop, avec « Hymn to the Black Sun ». 
Les versions CD, vinyle et cassette contiennent bien souvent des mixages différents ou des éditions remaniées des titres. L'ordre des morceaux est aussi modifié en fonction du support.
Kapital est construit sur une utilisation massive de la technique de l'échantillonnage (« sampling ») et de lignes de basse. Ainsi « Young Europa Pts 1-10 » est entièrement constitué de collages des dialogues et d'effets sonores provenant du film de science-fiction Lifeforce de Tobe Hooper. La version CD se conclut par « Regime Of Coincidence, State Of Gravity », constitué de samples de THX-1138, premier long métrage réalisé par George Lucas. Cependant, parfois, des instruments plus classiques s’intègrent à l'ensemble, comme la flûte de Cveto Kobal, perceptible dans le final de « Entartete Welt (The Discovery Of The North Pole) ».
Tous les titres ont été écrits à Ljubljana, au NSK Studio Reichstag, et enregistrés et mixés à Londres, au Worldwide Studio. Des extraits de leur prestation à Athènes sont visibles dans Predictions of Fire, documentaire sur le NSK réalisé par Michael Benson. 

### Le Privilège des Morts
Sur le morceau « Le Privilège des morts », les paroles sont extraites du film Alphaville de Jean-Luc Godard, découpées et recollées selon le principe du cut up cher à Burroughs.
« Quel est le privilège des morts ? Écoutez-moi normaux ! Nous voyons la vérité que vous ne pouvez plus voir. Le courage et la tendresse, la générosité, les sacrifices. »
Le film contient de nombreuses citations, que l'on retrouve dans ce titre de Laibach, telles « Quel est le privilège des morts ? » de Friedrich Nietzsche ou le lancinant « Capitale de la douleur », titre d'un recueil de poèmes de Paul Éluard.
« Capital, de la douleur. Capital. Capitaliste. La mort, Quelle est le privilège des morts ? »
Une vidéo non officielle, utilisée par le groupe en concert, est réalisée par Erik Kapfer à partir d'extraits du film de Godard mais aussi du court-métrage Yukoku (1966) de Yukio Mishima.

### Wirtschaft ist Tot
Peter Vezjak réalise la vidéo officielle du titre « Wirtschaft ist Tot ». Les membres du groupe y sont représentés désincarnés, robotiques, avec le visage grimé couleur argent, le tout dans une esthétique industrielle digne des années 1920-1930, évoquant le rétro-futurisme. D'après le groupe, la vidéo pourrait être comprise comme une allégorie d'un « manque de liberté inconscient ».

## Liste des titres

### Version CD
| No  | Titre                                                           | Durée |
| --- | --------------------------------------------------------------- | ----- |
| 1.  | Decade Null                                                     | 2:56  |
| 2.  | Everlasting in Union                                            | 4:09  |
| 3.  | Illumination                                                    | 3:58  |
| 4.  | Le Privilege des morts                                          | 5:34  |
| 5.  | Codex Durex                                                     | 3:04  |
| 6.  | Hymn to the Black Sun                                           | 5:30  |
| 7.  | Young Europa, Pt. 1-10                                          | 6:23  |
| 8.  | The Hunter's Funeral Procession (From the "Wunderhorn" Trilogy) | 5:33  |
| 9.  | White Law                                                       | 4:22  |
| 10. | Wirtschaft ist tot                                              | 7:12  |
| 11. | Torso                                                           | 4:15  |
| 12. | Entartete Welt (The Discovery Of The North Pole)                | 8:23  |
| 13. | Kinderreich                                                     | 4:08  |
| 14. | Sponsored by Mars                                               | 5:37  |
| 15. | Regime of Coincidence, State of Gravity                         | 7:27  |

### Version LP
| A1. | Decade Null           | 3:23 |
| A2. | Everlasting in Union  | 3:56 |
| A3. | Hymn to the Black Sun | 4:37 |
| A4. | Illumination          | 3:59 |

| B1. | Codex Tobus            | 3:42 |
| B2. | Le Privilège des morts | 5:46 |
| B3. | Young Europa, Pt. 1-10 | 5:14 |
| B4. | Torso                  | 4:16 |

| C1. | White Law                                        | 4:20 |
| C2. | Entartete Welt (The Discovery Of The North Pole) | 8:52 |
| C3. | Wirtschaft ist tot                               | 6:09 |
| C4. | Kinderreich                                      | 5:00 |

| D1. | The Hunter's Funeral Procession (From the "Wunderhorn" Trilogy) | 7:04 |
| D2. | Sponsored by Mars                                               | 5:37 |
| D3. | Regime of Coincidence, State of Gravity                         | 4:37 |
| D4. | Steel Trust (Germania)                                          | 4:35 |

### Version cassette
| A1. | Decade Null                                      | 3:28 |
| A2. | Everlasting in Union                             | 4:10 |
| A3. | Illumination                                     | 3:59 |
| A4. | Codex Tobus                                      | 3:42 |
| A5. | Les Privilèges des morts                         | 5:33 |
| A6. | Hymn to the Black Sun                            | 4:37 |
| A7. | Young Europa, Pt. 1-10                           | 7:00 |
| A8. | Entartete Welt (The Discovery Of The North Pole) | 8:24 |

| B1. | White Law                                                       | 4:00 |
| B2. | Wirtschaft ist tot                                              | 7:40 |
| B3. | Torso                                                           | 4:16 |
| B4. | The Hunter's Funeral Procession (From The "Wunderhorn" Trilogy) | 5:47 |
| B5. | Kinderreich                                                     | 5:00 |
| B6. | Sponsored by Mars                                               | 5:37 |
| B7. | Regime of Coincidence, State of Gravity                         | 8:14 |
| B8. | Steel Trust (Germania)                                          | 4:35 |

## Crédits
Les crédits correspondent à la version CD.

### Enregistrement et production
- Laibach - auteur-compositeur, production, arrangements, mixage (1, 6, 7, 13, 14), édition
- Paul Kendall - ingénieur du son (2, 4, 5 à 15), mixage (1, 2, 4, 5, 8 à 13, 15),  coproduction (4, 5, 8, 11, 12, 15), édition
- Julian Briottet - ingénieur du son (3, 6, 7, 13), mixage (7, 13, 14), coproduction (7), édition
- Daniel Miller - mixage (10)
- Russell Haswell - édition
- Cveto Kobal - chant (6, 8, 12, 14), chœurs (1, 9), flûte (12)
- O.S. Sobers - chant (6)
- G. Gibbs - chants (6)
- Ollie Kraus - violon (13)
- Yuri Gagarin - invité (14)
- α 60 - chant (4)

### Conception graphique
- Designland - conception graphique
- Neue Kunsthandlung - conception graphique

## Versions
| Type | Label              | Référence   | Année | Pays                                                                   |
| ---- | ------------------ | ----------- | ----- | ---------------------------------------------------------------------- |
| LP   | Mute Records       | STUMM 82    | 1992  | Allemagne, Royaume-Uni, Tchécoslovaquie                                |
| CD   | Mute Records       | CD STUMM 82 | 1992  | Allemagne, Belgique, Italie, Scandinavie, Royaume-Uni, Tchécoslovaquie |
| CD   | Alfa, Mute Records | ALCB-519    | 1992  | Japon                                                                  |
| CD   | Elektra            | 9 61282-2   | 1992  | USA                                                                    |
| CD   | Mute Records       | 31034       | 1992  | France                                                                 |
| K7   | Mute Records       | C STUMM 82  | 1992  | Allemagne, Royaume-Uni, Tchécoslovaquie                                |